# Leiomitrium
Leiomitrium là một chi rêu trong họ Orthotrichaceae.